# Nautilus (1886)
La corbeta Nautilus fue un buque escuela de la Armada Española. Fue botado en Glasgow (Escocia) en 1866, y originalmente, era un clíper de 59 metros de eslora, 34 velas y 1500 toneladas de desplazamiento, al que se le dio el nombre de Carrick Castle.

## Adquisición por la Armada

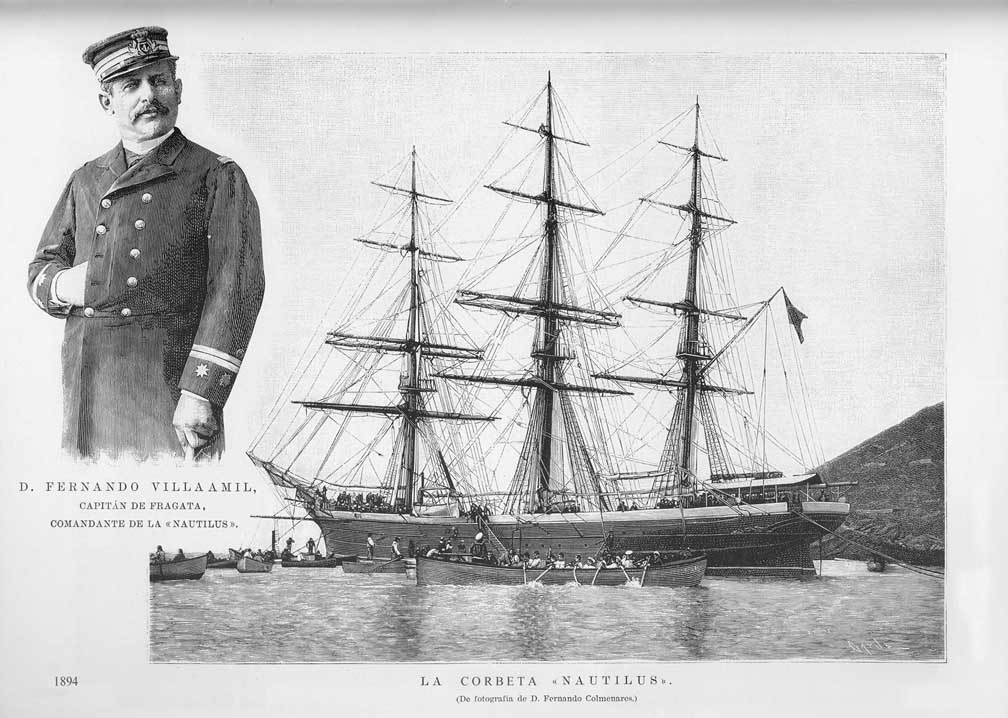
Imagen de Fernando Villaamil y la Nautilus.

Fue una iniciativa de Fernando Villaamil, que propugnaba que los alumnos de la Armada Española recibiesen parte de su formación en buques a vela y empleando las maneras tradicionales de navegar, y que estaba comisionado en Inglaterra para la adquisición de un buque que reuniera las características adecuadas para cumplir la misión de buque escuela, mientras además, cumplía con las labores de obtención de suministros para la Armada y de inspección en la construcción un nuevo concepto de buque, el Destructor.
En 1886 se compró por 60 000 pesetas el viejo clíper Carrick Castle, construido por los talleres de John Elder en 1866. El precio pagado por su compra era inferior al coste del transporte a España de los suministros adquiridos para las defensas submarinas, que fueron transportados en el Carrick Castle, por lo que la operación supuso un ahorro.

## Historial de servicio

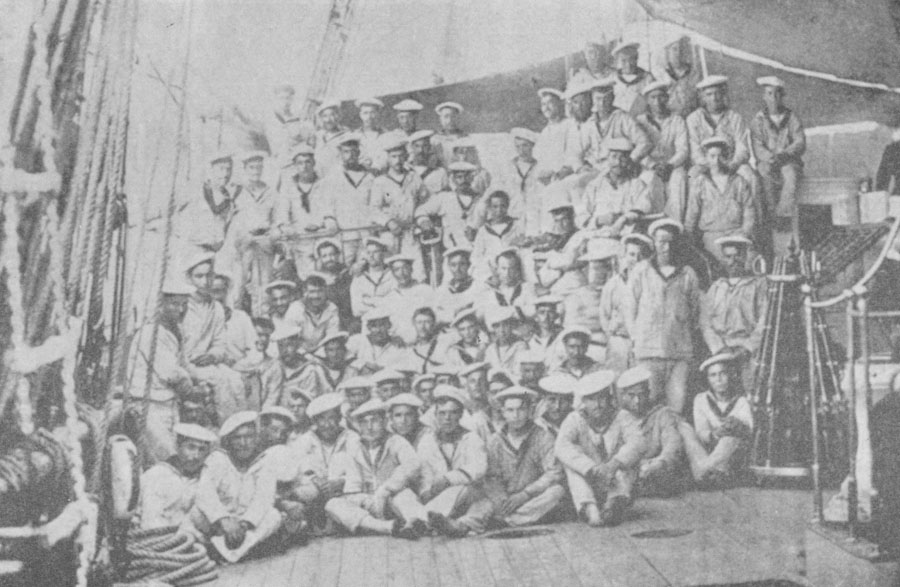
Marineros de la Nautilus, año 1892.

Fue dado de alta en las listas de la Armada, y pasó a prestar servicios como buque escuela con la clasificación de corbeta con el nombre de Nautilus.
Dentro de las celebraciones para conmemorar el cuarto centenario del descubrimiento de América el Ministerio de Marina aprobó, a propuesta del capitán de navío Fernando de Villaamil, realizar un viaje de circunnavegación a vela con los Guardiamarinas de la Armada.
El 30 de noviembre de 1892 la corbeta Nautilus partió de Ferrol, con Villaamil al mando para dar la vuelta al mundo, que concluyó en Ferrol el 11 de agosto de 1894, tras recorrer 40 000 millas náuticas.
En 1900, por Decreto del 18 de mayo del Ministerio de Marina, se describió técnicamente la situación de los buques de la Armada en ese momento y se dieron de baja 25 unidades por considerarse ineficaces. Respecto al Nautilus:

La Nautilus sirve en la actualidad sólo para Escuela de Guardias marinas, y habrá de conservarse mientras no se adquiera otro buque mixto de vapor y de vela que lo sustituya con ventaja, pudiendo quedar después para Escuela de Guardias marinas, contramaestres y marinería, en lugar de la Villa de Bilbao, que no puede navegar, y que solo transitoriamente debe conservarse armada para desempeñar su servicio de instrucción, aunque de un modo harto imperfecto. [...] Art. 3.° Con los créditos consignados en el presupuesto vigente para el sostenimiento del personal de los buques cuyo desarme se expresa en el art. 1.°, se completarán y aumentarán las dotaciones del Pelayo, Carlos V, Numancia, Vitoria y Nautilus, cuanto permitan los alojamientos actuales y los que prudentemente puedan además construirse, tanto para Oficiales como para Maquinistas, Contramaestres Condestables y demás clases subalternas, con objeto de que se dediquen a la Instrucción de sus dotaciones, verificando continuas navegaciones y ejercicios de todas clases.

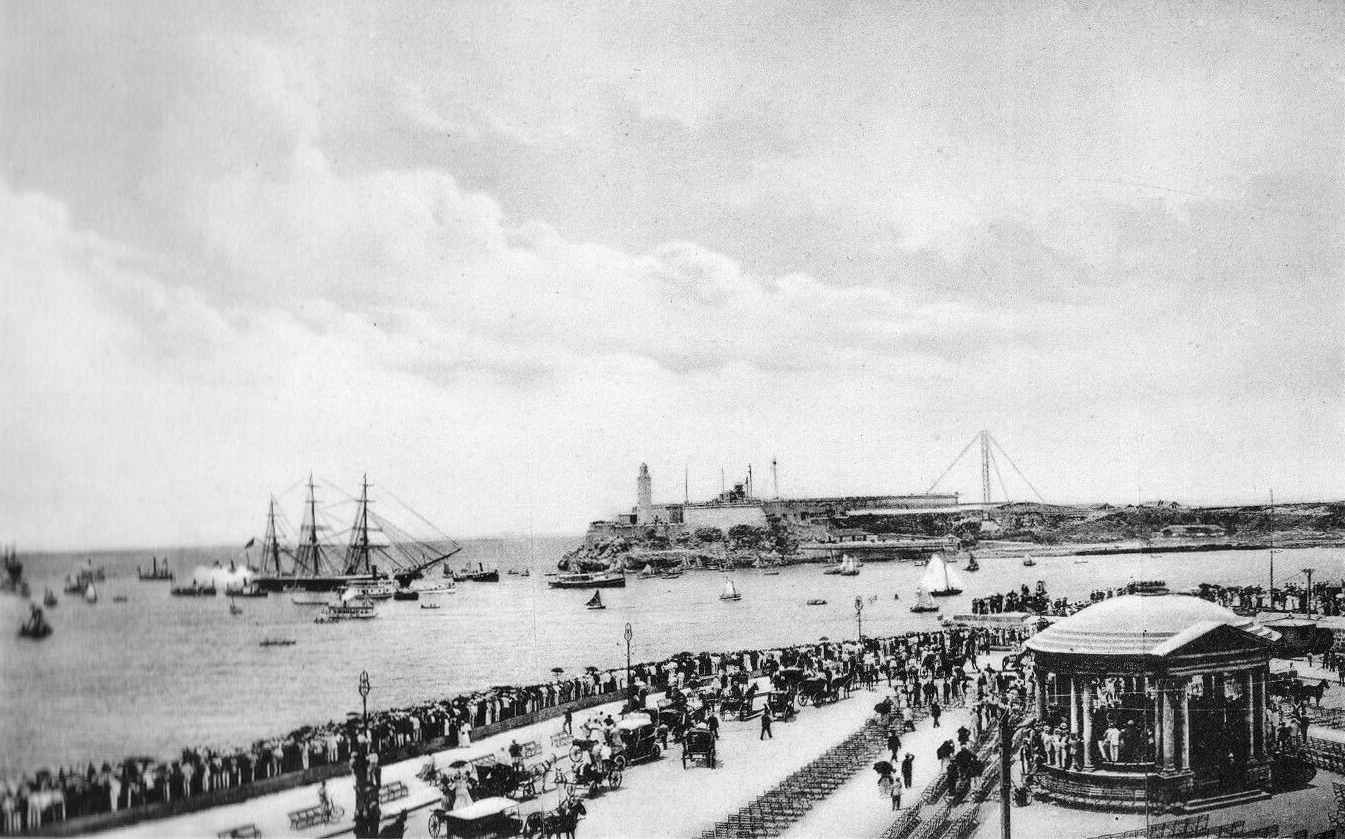
La Nautilus entrando en el puerto de La Habana, año 1908.

El 24 de junio de 1908 visitó La Habana, y fue el primer buque español que visitó Cuba tras su independencia, donde fue recibido con muestras de cariño.
Fue sustituido como buque escuela por el Galatea y el Elcano, tras lo cual, permaneció aún algunos años como aula a flote. Por fin, fue dado de baja y desguazado en 1933 en La Graña.

## Curiosidades
Los cuatro mástiles del Juan Sebastián Elcano llevan nombres de buques que le precedieron en la función de buque escuela, y en concreto, el palo de mesana lleva el nombre de Nautilus por esta corbeta.